# Фурш
Фурш (фр. Fourches) насеље је и општина у северној Француској у региону Доња Нормандија, у департману Калвадос која припада префектури Кан.
По подацима из 2011. године у општини је живело 225 становника, а густина насељености је износила 47,07 становника/km². Општина се простире на површини од 4,78 km². Налази се на средњој надморској висини од 100 метара (максималној 160 m, а минималној 73 m).

## Демографија
| 1962. | 1968. | 1975. | 1982. | 1990. | 1999. | 2011. |
| ----- | ----- | ----- | ----- | ----- | ----- | ----- |
| 165   | 170   | 156   | 166   | 147   | 151   | 225   |

График промене броја становника у току последњих година